# Hubert Egger (Medizintechniker)

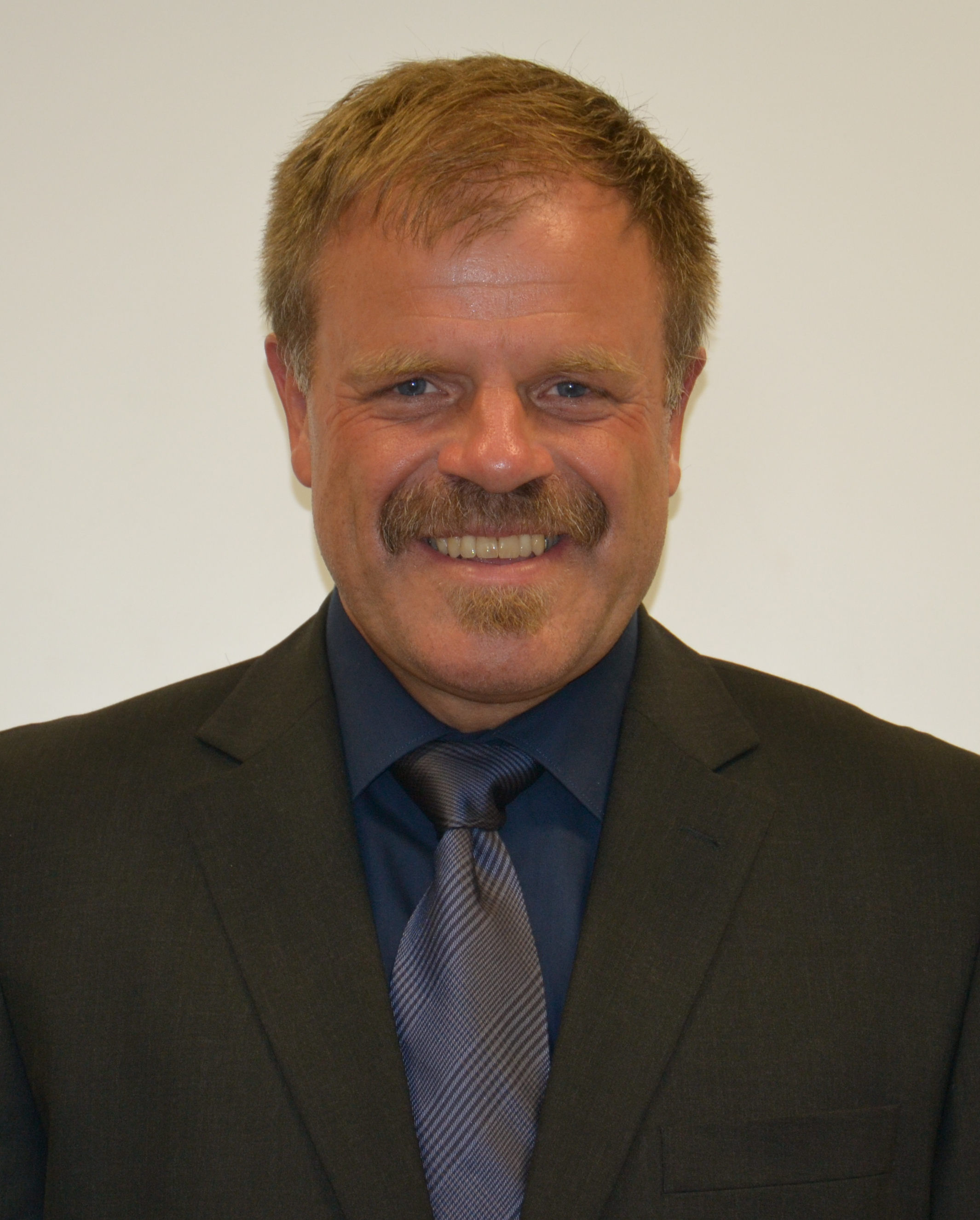
Hubert Egger in 2015

Hubert Egger (* 14. März 1964 in Brixen) ist ein Medizintechniker. Der Erfolg seiner Forschung mit bionischen Arm- und Beinprothesen für Menschen mit Gliedmaßen-Amputationen erlangte weltweite Aufmerksamkeit, als unter seiner Leitung im Jahr 2007 die gedankengesteuerte Armprothese, sodann im Jahr 2009 die fühlende Handprothese und schließlich im Jahr 2015 die erste fühlende Beinprothese vorgestellt wurden.

## Leben
Egger wuchs als siebtes von acht Kindern in einer Bergbauernfamilie in St. Andrä in Südtirol auf. Nach der Volks- und Mittelschule absolvierte er die Landesberufsschule für Betriebselektriker in Bruneck, die Gewerbeschule für industrielle Elektronik sowie die Gewerbeoberschule in Bozen, wo er 1984 im Fach Elektrotechnik maturierte. Im Herbst 1984 zog Egger nach Wien, wo er zunächst Elektrotechnik und dann Nachrichtentechnik an der Technischen Universität Wien studierte. Im Jahr 1993 inskribierte er sich zusätzlich an der Medizinischen Universität Wien und promovierte im Jahre 1999 auf dem Gebiet der Medizintechnik an der Technischen Universität Wien. Egger richtet seine Bemühungen darauf, vorhandene Anteile von motorischen und sensorischen Nerven im Stumpf von Menschen mit Gliedmaßen-Amputationen für die Interaktion mit künstlichen High-Tech-Gliedmaßen zu nutzen, damit diese als bionische Arm- und Beinprothesen in ihrer Funktionalität ihren biologischen Ebenbildern den natürlichen Gliedmaßen möglichst nahekommen.

## Schaffen

### Gedankengesteuerte Armprothese
Im Jahr 2007 hat das Unternehmen Otto Bock, in dem er in den Jahren 2000 bis 2011 Forschungsprojekte leitete, die weltweit erste gedankengesteuerte Armprothese des Österreichers Christian Kandlbauer vorgestellt. Diese Bionik-Armprothese beinhaltete sechs Elektroden und drei Gelenke. Gesteuert wurde sie von jenen Nerven, die vor der Amputation den natürlichen Arm des Patienten motorisch versorgt haben. Die abgetrennten Nerven wurden in einer Operation mit mehreren Brustmuskeln verbunden, die als biologische Verstärker für die motorischen Bewegungsbefehle dienten. Mittels Elektromyografie wurden die elektrischen Bewegungsbefehle an der Hautoberfläche abgegriffen und damit die Bionik-Prothese intuitiv (nur mittels „Erinnerung“ Gedanken-) gesteuert.

### Fühlende Handprothese
Im Jahr 2009 hat das Unternehmen die erweiterte Version dieser Bionik-Armprothese, den ersten Prototyp mit der fühlenden Handprothese vorgestellt. In den Fingerspitzen der Prothesenhand integrierte er künstliche Druck-, Vibrations- und Temperatursensoren, die ähnlich wie die Rezeptoren in der natürlichen Haut agierten und beim Greifen eines Objektes elektrische Signale erzeugten. Neben der absteigenden Übertragungsrichtung der Bewegungsbefehle von motorischen Nerven an die Bionik-Prothese wurden nun zusätzlich in die aufsteigende Übertragungsrichtung auch die elektrischen Signale der künstlichen Sensoren in den Prothesenfingern an das Gehirn übertragen. Dazu dienten in den Prothesenschaft integrierte Druck-, Vibrations- und Temperaturaktoren, welche so den Tastsinn an chirurgisch umgeleitete Hautnerven übertrugen, die vor der Amputation die natürlichen Finger sensibel versorgt haben.

### Fühlende Beinprothese
Im Jahr 2015 hat die FH Oberösterreich, für die Egger seit 2012 in der Lehre und Forschung tätig ist, in Zusammenarbeit mit der Medizinischen Universität Innsbruck die erste fühlende Beinprothese des Österreichers Wolfgang Rangger vorgestellt. In der Sohle des Prothesenfußes befanden sich sechs Kraftsensoren, welche beim Gehen die Abrollbewegung erfassten. Die elektrischen Signale dieser künstlichen Sensoren wurden ähnlich wie bei der Fühlenden Handprothese an das Gehirn geleitet. Dazu dienten in den Prothesenschaft integrierte Vibrationsaktoren von Mobiltelefonen, welche die Abrollbewegung des Prothesenfußes an chirurgisch umgeleitete Hautnerven übertrugen, die vor der Amputation Areale des natürlichen Fußes sensibel versorgt haben.
Egger hat schaltungstechnische Ideen der fühlenden Beinprothese bewusst nicht patentiert und gezielt mit kostengünstigen Bauteilen der industriellen Elektronik realisiert. Er begründete sein Vorgehen, damit Start-Ups sowie kleinen und mittleren Medizintechnikunternehmen die Weiterentwicklung seiner Prototypen zum markttauglichen Medizinprodukt zu erleichtern und vor dem Hintergrund der so entstehenden Marktvielfalt, Bionik-Prothesen für möglichst alle Menschen mit Gliedmaßenamputationen leistbarer zu machen, auch für Menschen in Schwellen- und Entwicklungsländern. Sein erster Prototyp der fühlenden Beinprothese ist im Technischen Museum Wien ausgestellt.

### Bionische Beinprothese „Suralis“
Im Jahr 2019 hat das Start-up Unternehmen Saphenus Medical Technology bekanntgegeben, dass die Neuentwicklung „Suralis“ vor dem Markteintritt steht. Dabei handelt es sich um ein auf Eggers Ideen basierendes markttaugliches Medizinprodukt, welches aus einer drahtlosen Sende- und Empfangseinheit besteht und bestehende Beinprothesen fühlend macht. Die beiden Komponenten arbeiten autark und können bei jeder handelsüblichen Prothese unabhängig von der technischen Ausführung und unabhängig vom Hersteller als Add-on verwendet werden. Die Bedienung und individuelle Einstellung der Intensität des Fühlens soll mittels Smartphone möglich werden. Mitgründer von Saphenus Medical Technology ist Olympiasieger Toni Innauer. Die Gründung des Start-up Unternehmens sowie die Vermarktung des Medizinproduktes wird unter anderem von der Europäischen Kommission im Rahmen des Förderprogramms Horizon2020 unterstützt.

### Humanitäres Engagement
Im Jahr 2023 gründete Egger die Initiative „Hilfe zur Selbsthilfe mit Gliedmaßenprothesen“, da aufgrund des russischen Angriffskrieges gegen die Ukraine im Februar 2022 die Anzahl der Menschen mit Amputationen drastisch gestiegen und damit ein hoher Bedarf an Prothesen entstanden ist. Die Initiative umfasst die Sammlung und Übermittlung von gebrauchten Prothesen unter anderem an ukrainische Kliniken und Universitäten für Lehrzwecke und zum Training.

### Auszeichnungen und Ehrungen
- 1996: Förderpreis für junge SüdtirolerInnen im Ausland von der Initiative „Futura“ in Südtirol[60]
- 2008: Auszeichnung mit dem 1. Platz des Wiener Zukunftspreises für das Projekt „Gedankengesteuerte Armprothese“ durch den Bürgermeister der Stadt Wien[61]
- 2009: Auszeichnung für besondere berufliche Leistungen durch den Bürgermeister der Heimatgemeinde Brixen[62]
- 2019: Verleihung der Ehrenmedaille für die Verdienste um die Stadt Brixen und die Gemeinschaft durch die Heimatgemeinde im Festsaal Forum Brixen[63]
- 2024: Auszeichnung mit dem „Ottone-Nigro-Preis“ für den Einsatz für Zivilinvaliden durch die Vereinigung für Zivilinvaliden ANMIC[64][65]

## Werke
- Die gedankengesteuerte und die fühlende Armprothese. Orthopädie Aktuell, S. 156–161, Bonn 2010.
- Die Fühlende Handprothese. Credit Suisse, Nano Circle, Innovative Technologien und Trends 2010.
- Ganganalyse in der prothetischen Versorgung. Eurocom e.V. Aktuell, S. 1–8, Düren 2014.
- Mit E.M. Baur: Ein neuer Ansatz für eine sensitive Beinprothese – eine Fallstudie. Sensorische Rückmeldung mittels umgelagerter sensorischer Nerven aus dem Fußbereich. Orthopädietechnik Neuroprothetik, Verlag Orthopädie-Technik / Bundesinnungsverband für Orthopädie-Technik, Dortmund 2016.
- Mit E.M. Baur: Mittelfristiges klinisches Ergebnis nach sensibler Nerv-Transfer-Operation (TSR) und Anpassen einer „fühlenden Beinprothese“. Fallbericht, Verlag Orthopädie-Technik / Bundesinnungsverband für Orthopädie-Technik, Dortmund 2018.